# Беле (Плонський повіт)
Беле (пол. Biele) — село в Польщі, у гміні Сохоцин Плонського повіту Мазовецького воєводства.
Населення — 159 осіб (2011).
У 1975-1998 роках село належало до Цехановського воєводства.

## Демографія
Демографічна структура станом на 31 березня 2011 року:
|          | Загалом | Допрацездатний вік | Працездатний вік | Постпрацездатний вік |
| -------- | ------- | ------------------ | ---------------- | -------------------- |
| Чоловіки | 82      | 19                 | 58               | 5                    |
| Жінки    | 77      | 17                 | 45               | 15                   |
| Разом    | 159     | 36                 | 103              | 20                   |